# 미하시촌 (사이타마현)
미하시촌(三橋村)은 사이타마현 기타아다치군에 있던 촌이다. 현재의 사이타마시 오미야구와 니시구의 일부에 해당한다.

## 역사
- 1889년 4월 1일 - 정촌제 시행에 수반해 5촌의 구역을 가지고 기타아다치군 나미키촌이 성립하였다.
- 1940년 11월 3일 - 기타아다치군 오사토촌, 닛신촌, 미야하라촌과 신설합병해 오미야시가 성립하여,

## 참고문헌
- 「角川日本地名大辞典」編纂委員会『角川日本地名大辞典 11 埼玉県』角川書店、1980年7月8日。ISBN 4040011104。